# زاخوچویه
زاخوچویه (به لهستانی:  Zahoczewie) یک روستا در لهستان است که در گمینا بالیگرود واقع شده‌است.